# Договорът на чертожника
„Договорът на чертожника“ (на английски: The Draughtsman's Contract) е британски криминален филм от 1982 година на режисьора Питър Грийнауей по негов собствен сценарий.
Действието се развива в английско провинциално имение в края на XVII век, а главният герой е млад художник, който е въвлечен в живота на обитателите му и събитията около убийството на собственика. Главните роли се изпълняват от Антъни Хигинс, Джанет Съзман, Ан-Луиз Ламбърт, Хю Фрейзър.